# Spurius Vettius
Selon la tradition rapportée par Plutarque, Spurius Vettius (en grec ancien : Σπόριος Οὐέττιος) est le sénateur qui exerçait les fonctions d'interroi (en latin classique : interrex ; en grec ancien : μεσοβασιλεὺς) lors de l'arrivée de Numa Pompilius au Forum et fit procéder à l'élection de celui-ci.